# 2013 ET
2013 ET是一颗於2013年3月3日发现的近地小行星，宽约100米。

2013 ET在世界時2013年3月9日12時09分离地球最近，距離为0.006520天文單位（975,400公里，606,100英里）。它亦曾接近火星及金星。